# جاك موريل (ممثل)
جاك موريل (بالفرنسية: Jacques Morel)‏ هو ممثل فرنسي، ولد في 29 مايو 1922 بباريس في فرنسا، وتوفي بنفس المكان في 9 أبريل 2008.

## أعمال

### أفلام
- (1968) أستريكس وكليوباترا

## وصلات خارجية
- جاك موريل على موقع IMDb (الإنجليزية)
- جاك موريل على موقع ألو سيني (الفرنسية)
- جاك موريل على موقع ميوزك برينز (الإنجليزية)
- جاك موريل على موقع أول موفي (الإنجليزية)
- جاك موريل على موقع قاعدة بيانات الأفلام السويدية (السويدية)
- جاك موريل على موقع ديسكوغز (الإنجليزية)
- جاك موريل على موقع قاعدة بيانات الفيلم (الإنجليزية)